# Оболонь (селище)
Оболо́нь — селище позднего периода зарубинецкой культуры. Поселение находилось в северо-восточной части современного Киева в исторической местности «Оболонь» и располагалось на возвышенном берегу летописной речки Почайны. Селище окружали заболоченные места поймы реки и луга. Э. М. Мурзаев трактует происхождение названия местности как «низменный луг», «низина, заливаемая водой».

## Описание
Оболонь входит в группу позднезарубинецких неукреплённых поселений Среднего Поднепровья, на которых проводились стационарные исследования. Эталоном данной группы является полностью раскопанный памятник Лютеж. На Оболони были найдены две характерные позднелатенские шпоры и обломок подковообразной фибулы с эмалью, которые относят к датирующей группе вещей.
Раскопками селища занимались В. Н. Даниленко и П. П. Амбургер (1947 год), А. П. Савчук (1950 год), Д. Я. Телегин (1952 год). С 1966 по 1974 год исследования проводились экспедицией Киевского государственного исторического музея под руководством А. М. Шовкопляса. На поселении выявлено более 60-ти жилых построек зарубинецкого периода, из них 54 постройки не были нарушены поздними перекопами. Расстояния между жилыми постройками составляли 4—5 метров. Жилища, аналогично городищу Пилипенкова Гора, размещались небольшими группами из 4—5 сооружений. В отличие от Пилипенковой Горы жилища уже не строились вокруг больших внутренних дворов, когда хозяйственные связи большой семьи имели в ранний зарубинецкий период прочные традиции — общий большой хозяйственный двор для нескольких родственных семей. С течением времени ≈ 150—200 лет наличие общих дворов претерпело трансформацию. Дворы утратили своё назначение и исчезли за ненадобностью. Согласно таких выводов Оболонь представляла собой родовой посёлок, состоящий, предположительно, из двух родственных коллективов. То есть к рубежу нашей эры в зарубинецком обществе произошли социальные изменения.
Жилища имели в плане прямоугольную форму размерами 2,8—4×3,6—5 м с небольшим углублением пола в грунт. Очаг представлял собой небольшое углубление в полу округлой или овальной формы и находился в углу жилища. Иногда очаги имели вымостки (ограждения) из камней и глины. Оболонское поселение имеет отличительную особенность — количественно большое наличие хозяйственных ям (погребов) круглой или овальной форм глубиной до одного метра. Часть ям использовалась для хранения туш домашних и диких животных, и рыбы. В погребах были найдены кости свиньи, быка, лошади, овцы, козы, оленя, лося и рыб: сазана, осетра, сазана, щуки, сома. Эти погреба не могли служить в качестве хлебных хранилищ археологических культур развитого земледелия. Здесь небольшие запасы зерна хранились в больших горшках — зерно́виках. Время существования оболонского поселения А. М. Шовкопляс отнесла к рубежу н. э. — II—III векам н. э..